# Rho Lupi
Rho Lupi (ρ Lupi, ρ Lup) è una stella singola situata nella costellazione del Lupo. La stella, così come altre stelle azzurre della costellazione del Lupo, è un membro dell'associazione stellare Scorpius-Centaurus, e più precisamente del sottogruppo Centauro superiore-Lupo. Situata a circa 316 anni luce dal sistema solare, la sua magnitudine apparente pari a +4,05 fa sì che questa stella sia visibile a occhio nudo nell'emisfero australe.

## Caratteristiche fisiche
Rho Lupi è una stella B lentamente pulsante, classificata come stella azzurra di sequenza principale di classe spettrale B3/4 e classe di luminosità V, avente una massa pari a circa 4,66 masse solari, un raggio pari a circa 3,4 volte quello del Sole e una luminosità circa 365 volte più grande di quella della nostra stella, con una temperatura efficace di quasi 16000 K.
Rho Lupi, avente un'età stimata di 44 milioni di anni, sta ruotando con una velocità rotazionale di circa 166 km/s, il che conferisce alla stella l'aspetto di uno sferoide oblato, con un rigonfiamento equatoriale tale che si ritiene che il suo raggio equatoriale sia maggiore del 6% rispetto a quello polare. La piccola variazione di magnitudine, pari a 0,0046, osservabile nell'intero periodo di variabilità di Rho Lupi, stimato in circa 10,7 ore, fa sì che questa stella sia poi identificata come "microvariabile".